# Sīāh Khūnīk
Sīāh Khūnīk (persiska: سیاه خونیک) är en ort i Iran.   Den ligger i provinsen Khorasan, i den östra delen av landet, 900 km sydost om huvudstaden Teheran. Sīāh Khūnīk ligger 1 880 meter över havet och antalet invånare är 252.
Terrängen runt Sīāh Khūnīk är kuperad, och sluttar västerut.  Trakten runt Sīāh Khūnīk är nära nog obefolkad, med mindre än två invånare per kvadratkilometer. Närmaste större samhälle är Shūsef, 15,2 km öster om Sīāh Khūnīk. Trakten runt Sīāh Khūnīk är ofruktbar med lite eller ingen växtlighet.